# Ga Migeum
Ga Migeum (Tiếng Hàn: 미금역, Hanja: 美金驛) là ga trung chuyển cho Tuyến Suin–Bundang và Tuyến Shinbundang của Tàu điện ngầm Seoul, nối liền Gumi-dong và Geumgok-dong, Bundang-gu, Seongnam-si, Gyeonggi-do, Hàn Quốc. 

## Lịch sử
- 1 tháng 9 năm 1994: Việc kinh doanh bắt đầu với việc mở đoạn Ga Suseo ~ Ga Ori của Tuyến Bundang.
- 1 tháng 12 năm 2009: Loại bỏ nhà ga bán vé đường sắt
- Khoảng tháng 5 năm 2011: Lắp đặt cửa lưới
- 18 tháng 9 năm 2012: Với việc khai trương đoạn giữa Ga Wangsimni ~ Ga Seolleung, điểm xuất phát của Wangsimni được đổi thành 30,7km[1]
- 16 tháng 1 năm 2015: Tên ga phụ là Bệnh viện Đại học Quốc gia Seoul khu vực Bundang[2]
- 4 tháng 9 năm 2015: Thông báo bắt đầu sử dụng Ga Migeum trên Tuyến Shinbundang[3]
- 28 tháng 4 năm 2018: Với việc khai trương Ga Migeum trên Tuyến Shinbundang , nó trở thành ga trung chuyển.
- 31 tháng 12 năm 2018: Với việc khai trương đoạn giữa Ga Cheongnyangni ~ Ga Wangsimni, điểm xuất phát của Wangsimni được đổi thành 33,1km.

## Bố trí ga

### Tuyến Suin–Bundang (B2F)
| ↑ Jeongja |
| \| １     |
| Ori ↓     |

| １ | ●Tuyến Suin–Bundang | → Hướng đi Ori · Giheung · Suwon · Đại học Hanyang tại Ansan · Incheon → |
| ２ | ●Tuyến Suin–Bundang | ← Hướng đi Jeongja · Seohyeon · Moran · Seonjeongneung · Cheongnyangni   |

### Tuyến Shinbundang (B5F)
| Jeongja ↑   |
| \| S/B      |
| ↓ Dongcheon |

| Hướng Bắc | ● Tuyến Shinbundang | ← Hướng đi Jeongja · Pangyo · Gangnam · Sinsa                          |
| Hướng Nam | ● Tuyến Shinbundang | → Hướng đi Văn phòng Suji-gu · Seongbok · GwanggyoJungang · Gwanggyo → |

## Xung quanh nhà ga
- Thư viện Gumi thành phố Seongnam
- Trung tâm phúc lợi hành chính Geumgok-dong
- Trường tiểu học Evergreen
- Trường trung học cơ sở Evergreen
- Chọ Migeum
- Trung tâm phúc lợi hành chính Gumi 1-dong
- Trường tiểu học Seongnam Migeum
- Trường trung học quản lý Bundang
- Bệnh viện Đại học Quốc gia Seoul Bundang
- Trường trung học cơ sở Bulgok
- Trường trung học Bulgok
- Trường tiểu học Ori
- 2001 Outlet Chi nhánh Bundang
- Trường tiểu học Cheongsol
- Trường trung học cơ sở Cheongsol
- Cơ quan việc làm Hàn Quốc cho Viện phát triển việc làm cho người khuyết tật

## 사진

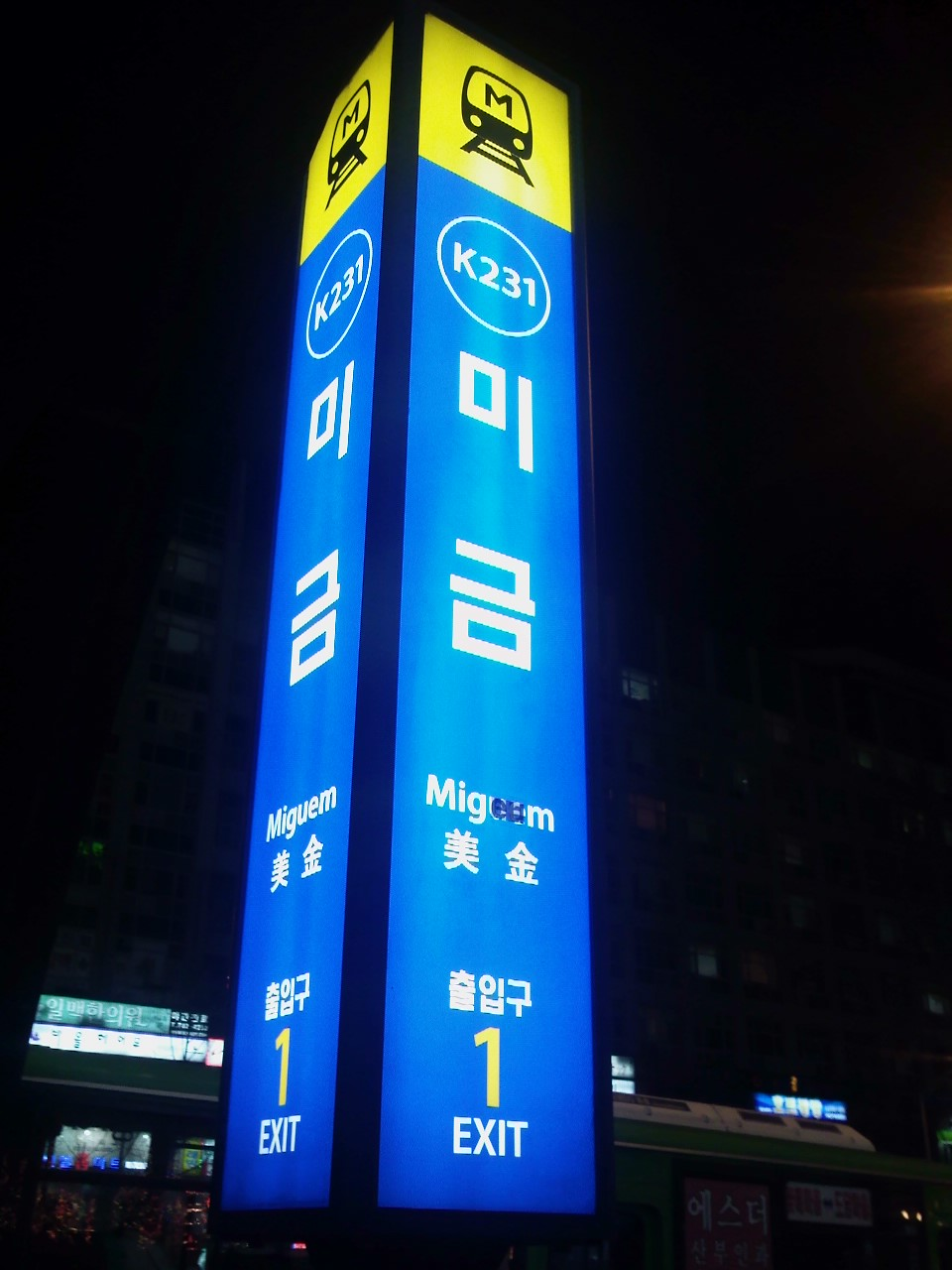
Biển báo Ga Migeum Lối ra 1